# Geishouse
Geishouse  es una localidad y comuna francesa, situada en el departamento de Alto Rin, en la región  de Alsacia.

## Demografía
| 383 | 402 | 352 | 376 | 423 | 472 |
| Para los censos de 1962 a 1999 la población legal corresponde a la población sin duplicidades (Fuente: INSEE [Consultar]) |     |     |     |     |     |

## Localidades hermanadas
- Souvigny-en-Sologne